# 孔继涵
孔繼涵（1739年2月9日—1784年1月10日）字体生、一字埔孟，号荭谷、别号南州，自号昌平山人，山东曲阜人，清朝政治人物、藏书家、金石学家、刻书家。

## 生平
生于清高宗乾隆四年（1739年）正月初二，精研“三礼”，乾隆三十六年（1771年）中式辛卯恩科进士。官户部河南司主事，兼任《日下旧闻》纂修官，後以母疾乞歸。乾隆四十八年以疾逝。編有《微波榭叢書》。孔繼涵好藏书，又好校书，集汉唐以来金石刻千余种。其藏书数十万卷，与藏書家李开先并称“江北二家”。
孔繼涵於乾隆四十八年十二月十八日（1784年1月10日）過世，享年四十五歲；其墓在孔林东北隅。

## 家族
六十七代衍圣公孔毓圻之孙、孔传鋕之子。